# Johann Gottfried Weiske
Johann Gottfried Weiske (* 16. Juni 1745 in Doberenz; † 12. November 1806 in Meißen) war ein deutscher Kantor und Komponist. 

## Leben
Weiske besuchte ab 1761 die Leipziger Thomasschule. 1767 wechselte er zum Studium an die Universität Leipzig. Bereits zwei Jahre später wurde er Substitut des Kantors in Meißen, dessen Nachfolger als Dom- und Stadtkantor er 1774 wurde. 
Weiske war der erste im deutschsprachigen Raum, der ab 1789 seinen Kompositionen exakte Tempoangaben vorschrieb; dem Druck beigefügt war eine Abbildung und eine genaue Beschreibung seines „Tactmessers“.

## Werke
- Zwölf geistliche prosaische Gesänge, mit Begleitung des Claviers und Beschreibung eines Tactmessers, Leipzig 1789
- verschiedene Psalmen und Kantaten.